# Marion Woodmanová
Marion Jean Woodmanová (15. srpna 1928 London, Ontario, Kanada – 9. července 2018 London) byla kanadská mytopoetická autorka, básnířka, analytická psycholožka a postava ženského hnutí. Psala a obšírně mluvila o snových teoriích Carla Gustava Junga.

## Raný život a vzdělávání
Woodmanová se narodila 15. srpna 1928 v London v Ontariu, nejstarší ze tří dětí Ily (rozené Phinnové) a Andrewa Boa, duchovního. Vystudovala anglickou literaturu na University of Western Ontario. Později v životě studovala psychologii na Institutu C. G. Junga v Curychu ve Švýcarsku.

## Kariéra
V roce 1982 Woodmanová napsala knihu o analytické psychologii Addiction to Perfection, kterou vydala nová společnost Inner City Books, kterou založila její kolegyně Daryl Sharp.

## Osobní život
Její manžel Ross Woodman byl profesorem na University of Western Ontario. Je autorem The Apocalyptic Vision in the Poetry of Shelley a Sanity, Madness, Transformation: The Psyche in Romanticism, obojí vydané University of Toronto Press. Ross Woodman zemřel ve svém domě v London v Ontariu dne 20. března 2014.
Jejími mladšími bratry byli herec Bruce Boa (1930–2004) a jungiánský psycholog Fraser Boa (1932–1992).
V listopadu 1993 byla Woodmanové diagnostikována rakovina dělohy. Následující dva roky léčby rakoviny zaznamenala do deníku, který později vyšel jako Bone: Dying into Life. Zemřela ve svém domě v Londýně v Ontariu dne 9. července 2018 ve věku 89 let.

## Dílo

### Monografie
- The Owl Was a Baker's Daughter: Obesity, Anorexia Nervosa, and the Repressed Feminine, 1980 (česky Sova byla pekařova dcera: jak souvisí obezita a anorexie s potlačeným ženstvím, 2020)
- Addiction to Perfection: The Still Unravished Bride, 1982
- The Pregnant Virgin: A Process of Psychological Transformation, 1985
- The Ravaged Bridegroom: Masculinity in Women, 1990
- Leaving My Father's House: A Journey to Conscious Femininity (ve splupráci s Kate Danson, Mary Hamilton, Rita Greer Allen), 1992 (česky Odcházení z otcovského domu: cesta k vědomému ženství 2020)
- Conscious Femininity: Interviews With Marion Woodman, 1993
- Dancing in the Flames: The Dark Goddess in the Transformation of Consciousness (ve spolupráci s Elinor Dickson), 1996
- Bone: Dying into Life, 2000
- The Maiden King: The Reunion of Masculine and Feminine (ve spolupráci s Robertem Bly), listopad 1998 (česky Král panna: o smíření mužského a ženského pohlaví, 2002)
- Coming Home to Myself: Daily Reflections for a Woman's Body and Soul (ve spolupráci s Jill Mellick), duben 2001

### Ostatní
- předmluva ke knize The Sacred Prostitute od Nancy Qualls-Corbett 1988 (česky Posvátná prostitutka: věčný aspekt ženství, 2004)
- předmluva ke knize The Art of Dreaming od Jill Mellick, 2001